# Oreopasites hurdi
Oreopasites hurdi är en biart som beskrevs av Rozen 1992. Oreopasites hurdi ingår i släktet Oreopasites och familjen långtungebin. Inga underarter finns listade i Catalogue of Life.